# Labeo ansorgii
Labeo ansorgii är en fiskart som beskrevs av Boulenger, 1907. Labeo ansorgii ingår i släktet Labeo och familjen karpfiskar. IUCN kategoriserar arten globalt som livskraftig. Inga underarter finns listade i Catalogue of Life.